# 1.º Batallón de Fuerzas Especiales

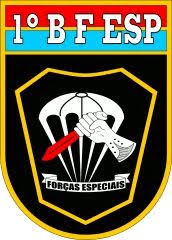
Insignia del Batallón de Fuerzas Especiales.

El 1.er Batallón de Fuerzas Especiales es una de dos unidades de contraterrorismo en las fuerzas armadas de Brasil (La otra es Projeto Talon). El batallón tiene misiones similares a las unidades de Rangers estadounidenses, sin embargo, desde que se encargan de misiones de contraterrorismo, han modificado su organización, acercándose más al concepto de los SAS Británicos. El batallón se encuentra junto a la Brigada Aérea del Ejército, en los cuarteles de Villa Militar, Río de Janeiro.
Su lema; Cualquier misión, en cualquier momento, en cualquier lugar, de cualquier forma.
Las misiones de contraterrorismo le fueron dadas a mediados de los años ochenta, creando así el 1.er Batallón de Fuerzas Especiales. La unidad se compone de aproximadamente 200 hombres, divididos en pelotones. Es capaz de conducir misiones independientes o en conjunto con fuerzas convencionales. Poseen entrenamiento de guerra anfibia, en jungla, en montaña, aeromóvil y en operaciones HAHO y HALO. Igualmente están preparados para llevar a cabo reconocimiento de largo alcance, aunado a sus operaciones de contraterrorismo.
- Datos: Q4596719
- Multimedia: 1º Batalhão de Forças Especiais / Q4596719